# Niederdeutsches Theater
Das Niederdeutsche Theater wurde 2014 aufgrund des länderübergreifenden Antrages der drei Niederdeutschen Bühnenbünde Niedersachsen und Bremen (federführend), Schleswig-Holstein und Mecklenburg-Vorpommern von der Deutschen UNESCO-Kommission e. V. in das bundesweite Verzeichnis des immateriellen Kulturerbes aufgenommen.
Die meisten Niederdeutschen Bühnen sind als Theatervereine organisiert und haben sich im Niederdeutschen Bühnenbünde zusammengeschlossen. Einige dieser Amateurtheater sind an größere Häuser angeschlossen, wie die August-Hinrichs-Bühne am Oldenburgischen Staatstheater oder die Niederdeutsche Bühne Münster am Theater Münster. Die niederdeutschen Bühnen führen zumeist so genanntes Volkstheater auf.
Darüber hinaus gibt es einige professionelle oder halbprofessionelle Theater:
- Ohnsorg-Theater in Hamburg
- Lachmöwen-Theater in Laboe
- Fritz-Reuter-Bühne am Mecklenburgischen Staatstheater Schwerin